# Deutsches Eck

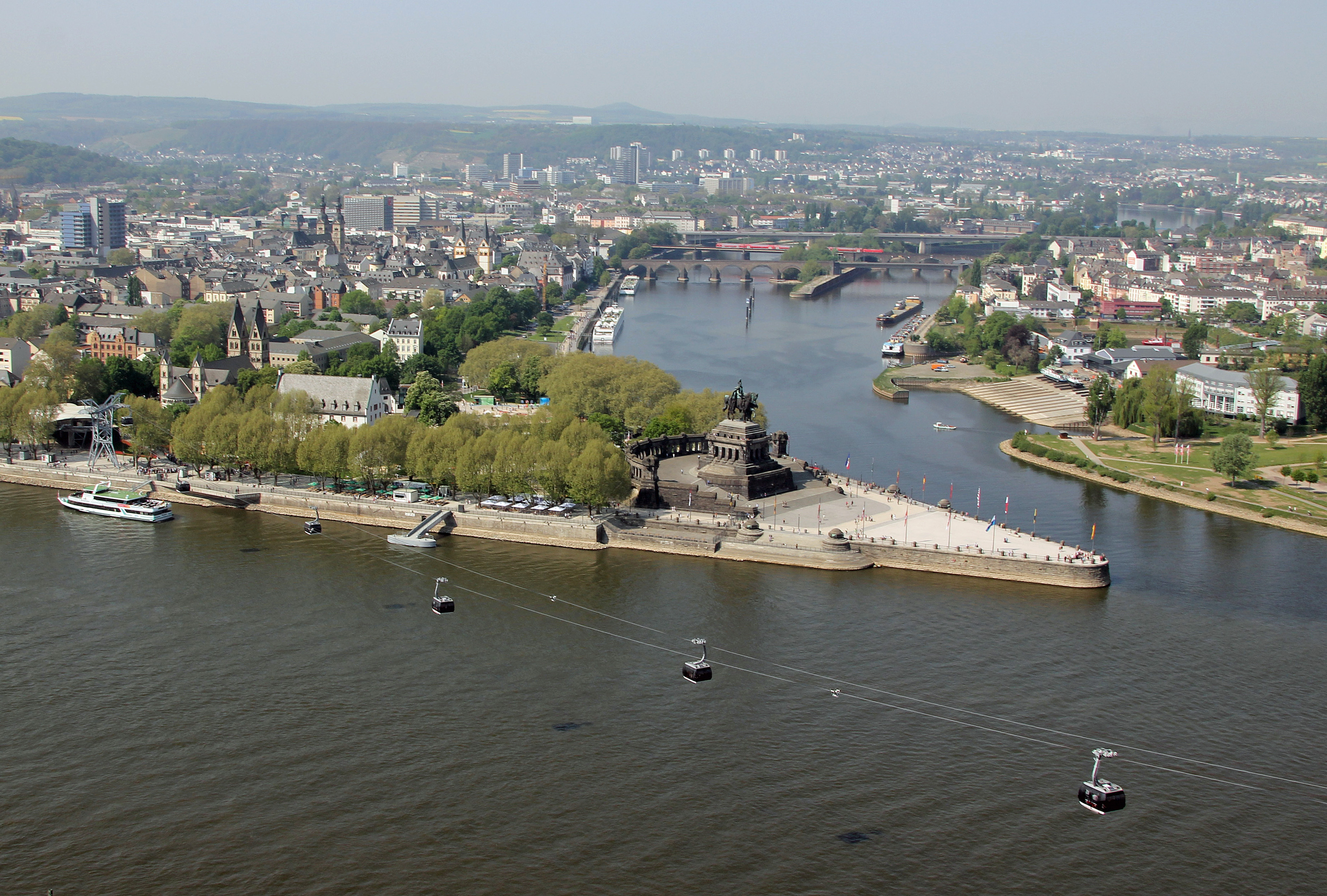
Deutsches Eck entre los ríos Rin (izquierda) y Mosela, con el teleférico de Coblenza, visto desde la Fortaleza de Ehrenbreitstein.

Deutsches Eck (en español Rincón Alemán) es el nombre de una pequeña península en Coblenza (Alemania) formada en la desembocadura del río Mosela en el Rin. Nombrado en referencia a la presencia del cuartel de la Orden Teutónica (Deutscher Orden), es conocida por la monumental escultura ecuestre de Guillermo I, el primer emperador del Imperio Alemán, erigida en 1897 como reconocimiento a su papel en la unificación de Alemania. El monumento fue destruido durante la Segunda Guerra Mundial y solo se preservó la base como memorial. Tras la reunificación alemana se colocó una réplica idéntica de la estatua con cierta controversia en 1993. Hoy es uno de los lugares más visitados por los turistas en Coblenza.

## Historia
La presencia de la Orden Teutónica en Coblenza se remonta a 1216 cuando fueron llamados por el arzobispo Theodorich von Wird estableciéndose en la confluencia de los ríos Mosela y Rin. Sirvieron fundamentalmente como hospitalarios, los caballeros pronto crearon un cuartel (Deutschordenskommende) que se convertiría en el centro de la administración de la Bailía de Coblenza bajo control directo del Gran Maestre.
Alrededor de 1600, el comandante de Coblenza trasladó su sede aguas abajo del Rin a Colonia. En 1794 la rivera izquierda del Rin fue conquistada por las tropas revolucionarias francesas y los estados eclesiásticos fueron secularizados a partir de 1802. La sede de la Orden fue refundada como Fortaleza Prusiana de Coblenza. Más tarde, en el siglo XIX el área se unió a través de un malecón con un banco de arena creando la península existente hoy en día.

### Iconografía imperial
Después de la muerte del emperador Guillermo I en 1888, su nieto Guillermo II deseaba difundir el culto nacionalista al fundador del Imperio Alemán. En los años siguientes fue erigido el Kyfhäuser Monument con fondos privados y se inauguró en Porta Westfalica un Monumento al Emperador Guillermo, ambos diseñados por el arquitecto de Leipzig, Bruno Schmitz. Otras muchas ciudades solicitaron erigir monumentos similares y en 1891 Guillermo II decidió que la confluencia del Rin y el Mosela en Coblenza era un lugar apropiado para el gran monumento de la provincia del Rin.
Fue instalado y solemnemente inaugurado en presencia del Emperador el 31 de agosto de 1897. Bruno Schmitz de nuevo fue el encargado de los planos de la gigantesca escultura de 37 de metros instalada en el Deutsches Eck (Rincón Alemán). Se colocaron en la base unos versos del poeta de Coblenza, Max von Schenkendorf: Nimmer wird das Reich zerstöret, wenn ihr einig seid und treu a modo de inscripción junto a otra dedicada a Wihelm der Große (Guillermo el Grande). La escultura ecuestre en sí, de 14 metros, presenta a Guillermo I en uniforme de militar como referencia a las victorias prusianas en las Guerras de unificación alemanas. El caballo es llevado por una alegoría femenina de la victoria que porta una corona de laurel y la corona imperial.
Después de la Primera Guerra Mundial bajo los términos del Tratado de Versalles, la provincia del Rin fue ocupada por las tropas aliadas. Cuando en noviembre de 1929 la zona fue desocupada de acuerdo al Plan Young, cientos de personas se congregaron en el Rincón Alemán para celebrar la liberación del país del Rin. En julio de 1930 el presidente del Reich Paul von Hindenburg culminó su viaje triunfal por el valle del Rin aquí con una celebración festiva y fuegos artificiales. Más tarde ese día, 38 personas murieron al colapsar el puente flotante instalado sobre el Mosela bajo el peso de una multitud.

### Demolición
A pesar de que la ciudad de Coblenza sufrió de duros ataques durante el bombardeo aliado de la Segunda Guerra Mundial sobre Alemania, el Deutsches Eck permaneció mayormente intacto. Fue el 16 de marzo de 1945 cuando la estatua se vio seriamente dañada por la artillería americana. La unidad 87 de artilleros del Tercer Ejército Americano liderada por el sargento Loyd Watson disparó sobre el monumento después de observar un soldado alemán en las inmediaciones asumiendo que se trataba de una base de operaciones del enemigo. Más tarde fue demolido por completo. El gobierno militar francés planeó sustituirlo con un monumento a la paz y el entendimiento entre naciones, pero el proyecto nunca llegó a realizarse.
Después de la fundación de la República Federal Alemana y la República Democrática Alemana en 1949 el presidente de la primera, Theodor Heuss para expresar el deseo del pueblo alemán por la unidad alemana decidió convertir el rincón alemán en una monumento a la reunificación. Colocó los escudos de los Lander así como los de otros territorios históricos alemanes como Silesia, Pomerania o Prusia Oriental y una gran bandera alemana.
Después de la caída del muro en noviembre de 1989 se trasladaron al lugar tres piezas de hormigón del muro. El 3 de octubre de 1990, se añadieron los emblemas de los nuevos estados alemanes.

### Reinstalación
Con la reunificación en 1990 el Rincón Alemán perdió su significado como símbolo del anhelo de una Alemania unida en consecuencia se abrió un debate sobre la remodelación del lugar. Muchos consideraron anacrónico e inapropiado la reinstalación de la estatua de Guillermo I mientras que otros vieron en ello mucho potencial turístico. Finalmente una pareja de Coblenza anunció que asumiría los costes de la reinstalación y el ayuntamiento aceptó. 
El escultor de Düsseldorf, Raymond Kitti, creó una réplica en bronce que fue colocada el 2 de septiembre de 1993 coincidiendo con la conmemoración de la victoria alemán en Sedán y siendo inaugurada el 25 de ese mes.
En la actualidad, una gran bandera nacional y una de cada uno de los 16 länder alemanes ondea en el monumento junto a una de los Estados Unidos en solidaridad con las víctimas del atentado del 11 de septiembre.
- Datos: Q700785
- Multimedia: Deutsches Eck / Q700785